# Gwyneth Jones (escritora)
Gwyneth Jones (14 de Fevereiro de 1952) é uma escritora e crítica de ficção científica britânica, a qual também escreve literatura infantil sob o pseudônimo de Ann Halam.  
Gwyneth Jones vive em Brighton, Inglaterra, com o marido e um filho.

### Romances
- Water in the Air, como Gwyneth A. Jones. Londres: Macmillan, 1977. ISBN 0-333-22757-3
- The Influence of Ironwood, como Gwyneth A. Jones. Londres: Macmillan, 1978. ISBN 0-333-23838-9
- The Exchange, como Gwyneth A. Jones. Londres: Macmillan, 1979. ISBN 0-333-26896-2
- Dear Hill, como Gwyneth A. Jones. Londres: Macmillan, 1980. ISBN 0-333-30106-4
- Divine Endurance. Londres: George Allen & Unwin, 1984. ISBN 0-04-823246-7
- Flower Dust. Londres: Headline, 1993. ISBN 0-7472-0846-8
- Escape Plans. Londres: Allen & Unwin, 1986. ISBN 0-04-823263-7
- Kairos. Londres: Unwin Hyman, 1988. ISBN 0-04-440163-9
- The Hidden Ones. Londres: The Women's Press, 1988 (artigo). ISBN 0-7043-4910-8
- The Aleutian Trilogy:
  - White Queen. Londres: Gollancz, 1991. ISBN 0-575-04629-5
  - North Wind. Londres: Gollancz, 1994. ISBN 0-575-05449-2
  - Phoenix Cafe. Londres: Gollancz, 1997. ISBN 0-575-06068-9
- Bold As Love Cycle
  - Bold As Love. Londres: Gollancz, 2001. ISBN 0-575-07030-7
  - Castles Made of Sand. Londres: Gollancz, 2002. ISBN 0-575-07032-3
  - Midnight Lamp. Londres: Gollancz, 2003. ISBN 0-575-07470-1
  - Band of Gypsies. Londres: Gollancz, 2005. ISBN 0-575-07043-9
  - Rainbow Bridge. Londres: Gollancz, 2006 (artigo). ISBN 0-575-07715-8
- Life. Seattle, WA: Aqueduct Press, 2004 (artigo). ISBN 0-9746559-2-9

### Miscelânea de ficção
- Identifying the Object. Austin, TX: Swan Press, 1993 (artigo). Sem ISBN
- Seven Tales and a Fable. Cambridge, MA: Edgewood Press, 1995 (artigo). ISBN 0-9629066-5-4

### Não-ficção
- Deconstructing the Starships: Science, Fiction and Reality. Liverpool: Liverpool University Press, 1999. ISBN 0-85323-783-2

### Em inglês
- (em inglês)-Página pessoal de Gwyneth Jones
- (em inglês)-Blog de Gwyneth Jones
- (em inglês)-Sítio de Bold as Love

### Em português
- (em português)-Crítica da antologia "Fronteiras", que inclui a tradução de um conto de Gwyneth Jones, La Cenerentola por Jorge Candeias em E-nigma. Acessado em 17 de maio de 2007.